# Juventudes Comunistas de Chile
Las Juventudes Comunistas de Chile (Kurz: JJCC; Deutsch: Kommunistische Jugend Chiles) ist der Jugendverband der Kommunistischen Partei Chiles. Sie ist auch bekannt als "La Jota". Die Organisation wurde im Jahr 1932 gegründet. Heute hat JJCC über 5000 Mitglieder und verfügt über eine landesweite Präsenz. Eine Reihe chilenischer Persönlichkeiten waren oder sind Mitglieder der JJCC: Pablo Neruda, Violeta Parra, Victor Jara, Sergio Ortega, Francisco Coloane, Volodia Teitelboim, Luis Corvalan, Gladys Marín, Karol Cariola und Camila Vallejo.

## Bekannte (auch ehemalige) Mitglieder
- Alejandro Rojas Wainer, Wissenschaftler mit den Schwerpunkten Klimawandel und nachhaltige Landwirtschaft.[2]
- Camila Vallejo, Abgeordnete, ehemalige Sprecherin Confederación de Estudiantes de Chile.[3]
- Francisco Coloane, Schriftsteller.
- Gladys Marin, ehemalige Vorsitzende der Kommunistischen Partei Chiles.
- Julieta Campusano, Chilenische Senatorin.
- Karol Cariola, Generalsekretärin der Communist Youth of Chile.
- Luis Corvalán, ehemaliger Sekretär und Präsident der Kommunistischen Partei Chiles.

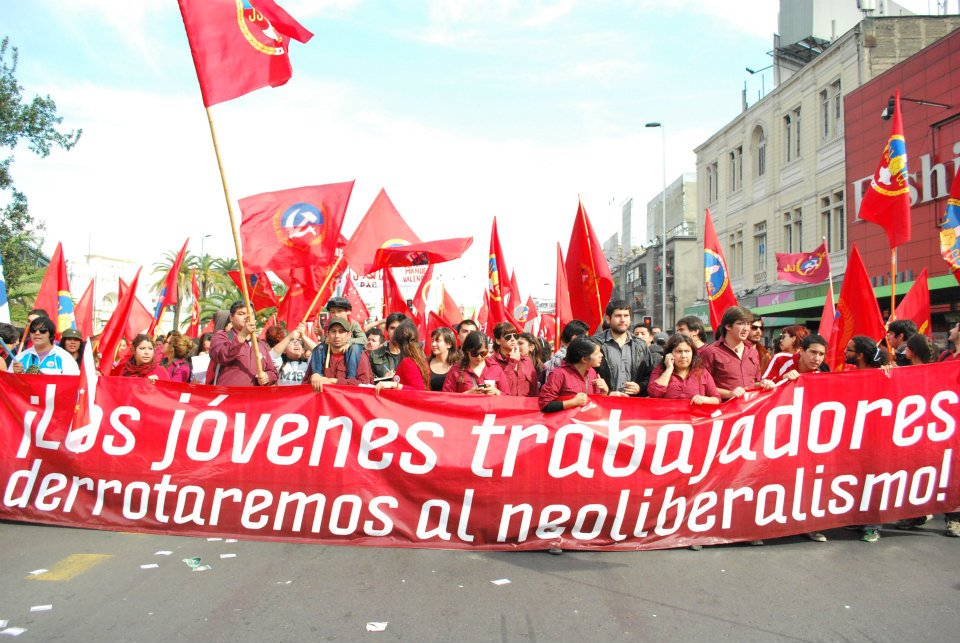
Demonstration der Vereinigung am 1. Mai 2012

- Demonstration der Vereinigung am 1. Mai 2012Marisol Prado, ehemaliger Präsident der Student Federation of the University of Chile.
- Pablo Neruda, Poet und Nobelpreisträger.
- Rodolfo Parada, Komponist, Musiker.
- Sergio Ortega, Komponist und Pianist.
- Sola Sierra, Menschenrechtsaktivistin.
- Victor Jara, Theaterdirektor, Poet, Sänger.
- Violeta Parra, Sängerin, Poetin, Ethnomusikologin und Bildkünstlerin.
- Volodia Teitelboim, Anwältin, Autorin.